# Biela voda (přítok Jasenovského potoka)
Biela voda je potok na dolní Oravě, v jižní části okresu Dolný Kubín. Jde o pravostranný přítok Jasenovského potoka s délkou 3,4 km a je tokem V. řádu.

## Pramen
Pramení v Chočských vrších, v podcelku Choč, na severozápadním svahu Veľkého Choče (1 611,0 m n. m.) v nadmořské výšce cca 950 m n. m.

## Směr toku
Od pramene teče na sever krasovou oblastí, následně se prudce stáčí přechodně na západ, zleva přibírá občasný přítok zpod Drapáča a prořezává se krátkou soutěskou na úpatí Vŕška (762,8 m n. m.). Dále se stáčí severozápadním směrem, vtéká do Oravské vrchoviny, do podcelku Podchočská brázda, zleva přibírá krátký přítok z východního svahu Brala (817,4 m n. m.). Nakonec se stáčí na západ, protéká obcí Jasenová, z levé strany přibírá přítok zpod sedla Brestová (720 m n. m.) a pokračuje k ústí na severozápad. Do Jasenovského potoka se vlévá v obci v nadmořské výšce přibližně 487 m n. m.

## Jiné názvy
- Biely potok
- nářečně: Bieli potok